# اونگجین کانتی
اونگجین کانتی (به لاتین: Ongjin County) یک منطقهٔ مسکونی در کره شمالی است که در استان هوانگهه جنوبی واقع شده‌است.